# ストールストックホルムス・ロカールトラフィークX60形電車
ストールストックホルムス・ロカールトラフィークX60形電車は、スウェーデンのストックホルム近郊の公共交通機関を運行するストールストックホルムス・ロカールトラフィーク（SL）が使用する通勤形電車である。アルストムが製造を担当しており、コラディア・ノルディックシリーズに属する。
本項では本系列の派生形式であるX61形電車、X62形電車についても記述する。

## 概要
老朽化の進むX1形電車の置き換えを目的に開発された。
最初の計画ではアドトランツ（現：ボンバルディア・トランスポーテーション）社が開発したレジーナ（Regina）を導入することを計画していたが、加速性能やドアの広さに不満があったためにアルストム・トランスポール社に発注先を変更し、同社のコラディア（Coradia）シリーズを導入する運びとなった。
2002年に40億スウェーデン・クローナをもって55編成の契約をアルストム・トランスポールと契約した。2005年には最初の編成が納入されて営業運転を開始した。

## 車体外観
車体は6両1編成で107m級となるもので全体的に丸みを帯びており、従来からの1両当たり25m級の大型車体で直線的な外観を持つ車両とは大きく異なる。バリアフリー機運の高まりを受けて、従来の低床ホームをかさ上げせずにこれを実現するため車両側を低床構造としている。
客用扉は片側2つの両開き式で戸袋式ではなくプラグドアである。このドアは寒冷地での運用を考慮し、車内温度維持のために半自動機能が付随している。半自動機能作動中は乗客はボタンの操作によってドアを開けることが出来る。車内外ともにボタンは日本の電車のようなドアの脇ではなくドア自体についている。

## 内装

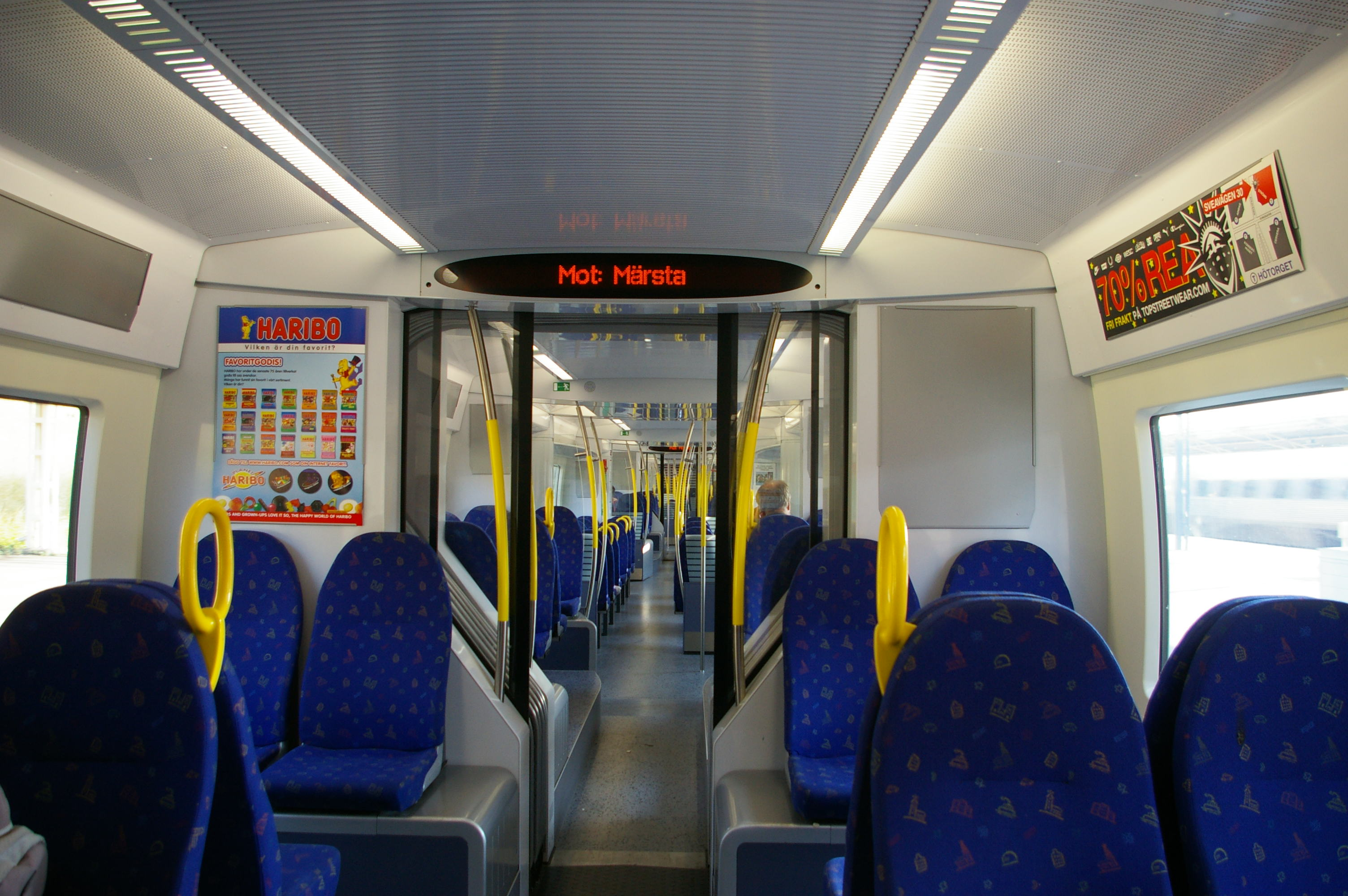
車両両端部には段差がある

車内は基本的に段差のない構造であるが、車輛両端部だけは通路を挟んで左右の部分が高くなっており例外的に段差がある。なお、その部分でも通路部分は水平で段差はなく車両同士の移動は容易である。
座席は通路を挟んで2+3列配置のバケットシートでラッシュ時と閑散時の兼用を考えて、一部の座席は跳ね上げ式である。立ち客向けの設備として日本の通勤型車両のようなつり革は設置されていないが、代わりに掴み棒や座席の端に掴める突起が設置されており、目立つように黄色く色づけされている。
旅客用案内装置として車両連結面にLED文字表示式の案内装置を設置しており次の停車駅などが案内される。また、各車両ごとに車椅子スペース、チャイルドシート、自転車ラックと監視カメラが設置されている。

## 運転・走行機器
連接台車構造を採用し、6両編成で7個の台車を持つ。各台車は2軸構造で7つのうち中間の1つを除く6つが動力台車となっている。電動機（モーター）は1基当たり250kW、編成全体では6台車に12個のモーターを搭載しているので、3,000kWの出力を生みだす。
制御装置は2重化されており、万が一故障してももう片方に切り替えることで運転を続行することが可能である。

## 派生形式

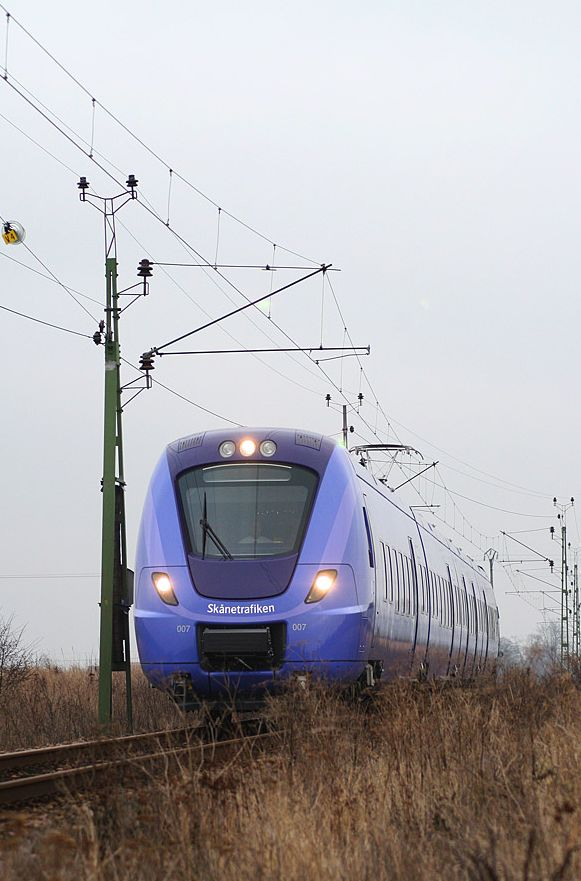
試運転中のX61形（2009年12月）

派生形式としてX61形とX62形が登場し、いずれの車両もスウェーデンの公共交通機関が使用している。

### X61形
スコーネ県での使用を目的に開発された車両で4両編成でトイレ付である。2010年8月に最初の運転を開始した。他の自治体でも発注されている。

### X62形
X61形をベースに最高速度を180km/hに向上させたもの。